# Barone Grey de Wilton
Barone Grey de Wilton era un titolo baronale nella Paria d'Inghilterra.

## Storia
Il titolo venne creato il 23 giugno 1295 quando Reginald de Grey venne convocato al Model Parliament come Lord Grey de Wilton. Questa linea della famiglia Grey aveva per base il Castello di Wilton sul confine gallese dell'Herefordshire. Il castello stesso venne venduto dalla famiglia stessa quando il tredicesimo barone venne costretto a tale atto per pagare il riscatto della sua cattura in Francia. Sir Thomas Grey, il quindicesimo barone venne disonorato nel 1603, facendo forfeit dei propri titoli ed onorificenze dopo essere stato accusato di tradimento e coinvolgimento nel Bye Plot contro Giacomo I. Grey non si era mai sposato. Come tale alla sua morte (essendo egli l'ultimo discendente in linea maschile del primo barone Grey de Wilton), il titolo venne dichiarato estinto nel 1614.
La sorella di sir Thomas Grey, Bridget, sposò Sir Roland Egerton. Nel 1784 un discendente, sir Thomas Egerton, VII baronetto Edgerton, venne creato Barone Grey di Wilton, del Castello di Wilton nella Parìa di Gran Bretagna. Nel 1801 egli venne anche creato Visconte Grey di Wilton e Conte di Wilton, del Castello di Wilton nella contea di Hereford, nella Parìa del Regno Unito. Questi ultimi titoli vennero creati rispettivamente per sua figlia lady Eleanor, moglie di Robert Grosvenor, I marchese di Westminster. Alla morte di lord Wilton nel 1804 la baronìa di Grey de Wilton si estinse e dal momento che non aveva avuto figli la baronettìa Egerton passò a un lontano parente (vedi Baronetti Grey Egerton), il quale a sua volta venne poi succeduto da un nipote, il secondo conte. Questi titoli continuano ad esistere.
I Greys di Wilton assieme ad altre antiche famiglie inglesi riconducibili ai Gray/Grey sono discendenti del cavaliere normanno Anchetil de Greye.

## Antenati
- Henry de Grey ottenne il maniero di Thurrock, nell'Essex, nel 1195 ed ebbe sei figli
- Sir John de Grey, padre del primo barone Grey de Wilton

## Baroni Grey de Wilton (1295)
- Reginald de Grey, I barone Grey de Wilton (m. 1308)
- John Grey, II barone Grey de Wilton (1268–1323)
- Henry Grey, III barone Grey de Wilton (1282–1342)
- Reginald Grey, IV barone Grey de Wilton (1312–1370)
- Henry Grey, V barone Grey de Wilton (1342–1396) sposò Elizabeth Talbot ed ebbe una figlia, Margaret Grey, che sposò Sir John Darcy, V lord Darcy di Knayth, IV lord Meinell[2]
- Richard Grey, VI barone Grey de Wilton (1393–1442)
- Reginald Grey, VII barone Grey de Wilton (1421–1493)
- John Grey, VIII barone Grey de Wilton (m. 1498)
- Edmund Grey, IX barone Grey de Wilton (m. 1511)
- George Grey, X barone Baron Grey de Wilton (m. 1515) succedette a suo padre Edmund ma morì prima di raggiungere la maggiore età.
- Thomas Grey, XI barone Grey de Wilton (1497–1518) succedette a suo fratello George ma morì prima di raggiungere la maggiore età.
- Richard Grey, XII barone Grey de Wilton (1507–1520) succedette a suo fratello Thomas ma morì prima di raggiungere la maggiore età.
- William Grey, XIII barone Grey de Wilton (m. 1562) succedette a suo fratello Richard
- Arthur Grey, XIV barone Grey of Wilton (1536–1593)
- Thomas Grey, XV barone Grey de Wilton (1575–1614) titolo privato nel 1603; estinto nel 1614.[3]

## Baroni Grey de Wilton (1784)
- vedi Conte di Wilton